# Hans Eckart Besch
Hans Eckart Besch (* 30. Dezember 1931 in Weimar) ist ein deutscher Pianist, ehemaliger Professor für Musik und Initiator der Bergedorfer Schlosskonzerte.

## Leben und Karriere

### Ausbildung
Hans Eckart Besch kam früh in Kontakt mit der Musik. Mit fünf Jahren erhielt er ersten Klavierunterricht von Ilse Fromm-Michaels. Danach ging er an die Thomasschule zu Leipzig, wo er Sopransolist war und Klavierschüler von Günther Ramin. 1950 legte er sein Abitur am Hansa-Gymnasium in Hamburg-Bergedorf ab, wo der Großvater, Karl Reimers (1872–1934), eine Pfarrstelle an der St. Michaelis innehatte. Danach studierte Besch an der Hamburger Musikhochschule bei Philipp Jarnach Komposition und von 1953 Klavier bei Eduard Erdmann bis zu dessen Tod 1958. Er ist der letzte noch lebende Meisterschüler Erdmanns. Besch war von 1951 bis 1957 Stipendiat der Studienstiftung des Deutschen Volkes.

### Akademische Laufbahn
Besch lehrte ab 1958 an der Hamburger Musikhochschule und wurde 1964 zum Professor ernannt. In den Jahren 1958/59 sowie 1959/60 war er Teilnehmer der Reihe Konzerte Junger Künstler des Deutschen Musikrates. Ab 1977 unterrichtete er an der Hochschule für Musik Detmold. Von 1987 bis zu seiner Pensionierung lehrte er an der Musikhochschule München und war dort von 1988 bis 1995 Vertrauensdozent der Studienstiftung des Deutschen Volkes. 1989 hatte er eine halbjährige Gastprofessur inne an der Rubin Academy in Tel Aviv. Bei ihm studierten unter anderem Klaus Arp, Gerhard Folkerts, Wolf Harden vom Trio Fontenay, Susanne und Dinis Schemann, vom Schemann Klavierduo sowie Oliver Triendl, Zudem war er in dieser Eigenschaft über Jahrzehnte in unterschiedlichen Wettbewerben als Juror tätig, wie beispielsweise im ARD-Wettbewerb in München, den er selbst 1958 gewann, aber auch in Seoul, Tel Aviv und Washington, D.C.

### Musikalische Laufbahn
Besch konzertierte als Solist mit den Berliner, den Hamburger und Münchner Philharmonikern, dem NDR, dem Sinfonieorchester des Bayerischen Rundfunks und dem Tonhalle-Orchester Zürich, der Tschechischen Philharmonie Prag. So führte er über 40 verschiedene Klavierkonzerte, darunter die von Max Reger und Arnold Schönberg, Ernst Toch und Erdmann auf. Zudem inspirierte Besch György Ligeti, das Horntrio zu komponieren, welches Besch zusammen mit Hermann Baumann und Saschko Gawriloff uraufführte und in dieser Formation in rund 70 Konzerten in Europa aufführte.

### Ehrenamtliches Engagement
Zwischen 1973 und 1990 organisierte die Körber-Stiftung die Bergedorfer Schlosskonzerte, die jährlich an vier Sommerwochenenden abgehalten wurden. Besch hatte die künstlerische Leitung inne. 1996 übernahm er den Vorsitz der 1987 gegründeten Brahms-Gesellschaft Schleswig-Holstein, welche seit 1988 den Brahmspreis vergibt; auch seine Lebensgefährtin Elisabeth Piening war Teil des geschäftsführenden Vorstandes. Im Jahr 2014 übergab er den Vorsitz an den Hamburger Musikwissenschaftler und Konzertveranstalter Joachim Nerger. Außerdem war er von 1997 bis 2002 Präsident der Johannes Brahmsgesellschaft Internationale Vereinigung, Hamburg.

### Privates
Beschs Vater, Hans Besch, war Theologe, Bachforscher, Professor sowie später Rektor an der Pädagogischen Hochschule Flensburg (heute Europa-Universität Flensburg). Ein Großonkel war der ostpreußische Komponist und Musikkritiker Otto Besch. Sein Onkel ist der Schriftsteller, Dramaturg und Spielleiter Lutz Besch. Besch war mit Angelika Besch (†) verheiratet, mit der er drei Kinder hat: Katharina Völker, Nikolaus Besch und Caspar Besch. Er ist seit vielen Jahren mit Elisabeth Piening liiert.

## Auszeichnungen
- 1958: 1. Preisträger beim Internationalen Musikwettbewerb der ARD in der Kategorie Klavier[22]
- 2004: Schleswig-Holstein-Medaille (heute Verdienstorden des Landes Schleswig-Holstein)[2]
- 2011: Kulturpreis 2010 des Kreises Dithmarschen[23]
- 2014: Verdienstmedaille der Stadt Heide[24]

## Einspielungen
- György Ligeti: Trio für Violine, Horn und Klavier. Mit Hermann Baumann (Horn), Saschko Gawriloff (Violine). Schott Music, Hamburg 1982.
- Ludwig van Beethoven / Joseph Haydn: Symphonie No. 2, Op. 36 als Klaviertrio / Klaviersonate G-Dur, Hob. XVI, Nr. 40, als Streichtrio. Mit Thomas Brandis (Violine), Wolfgang Boettcher (Violoncello). Polydor International, Hamburg 1973.
- Ludwig van Beethoven: Trio Op. 38 nach dem Septett Op. 20. Mit Karl Leister (Klarinette), Wolfgang Boettcher (Violoncello). Polydor International, Hamburg 1972.